# Synagoge (Parchim)
Die Synagoge in Parchim war das religiöse Zentrum der ortsansässigen jüdischen Gemeinde in Parchim in Mecklenburg-Vorpommern.

## Geschichte
Für Parchim ist eine Ansiedlung von Juden gegen Ende des 12. Jahrhunderts belegt, bevor im Zusammenhang mit dem Sternberger Hostienschänderprozess das jüdische Leben in Mecklenburg bis in das 18. Jahrhundert erlosch. Etwa 1794 wurde eine Synagoge in der Tempelstraße 7 errichtet. 
1823 erfolgte ein Neubau in der Rosenstraße 43 auf dem Hinterhof. Es wurde im August desselben Jahres durch den Hamburger Rabbiner Eduard Kley eingeweiht. Neben der Synagoge mit Schulräumen wurde ein Wohnhaus mit zwei Wohnungen gebaut. 1883 wurde die Synagoge umgebaut. Sie wurde bis mindestens 1913 regelmäßig für Gottesdienste und den Religionsunterricht genutzt. 
In der Reichspogromnacht wurden am 9. November 1938 die Inneneinrichtung der Synagoge zerstört und die Thorarollen öffentlich auf dem Moltkeplatz verbrannt. Von Brandstiftung im Gebäude wurde abgesehen, um die umliegenden Häuser nicht zu gefährden. Das verwüstete Gebäude wurde jedoch auf Kosten der jüdischen Gemeinde abgebrochen.
Seit dem 9. November 2000 erinnert am Vorderhaus des Hinterhofes eine Gedenktafel an den Standort des Gebäudes.